# Anders Nilsson (ombudsman)
Anders Nilsson, född 5 januari 1953, död 3 april 2018, var en svensk ombudsman, publicist och socialdemokratisk samhällsdebattör.
Nilsson var initiativtagare till, och fram till sin bortgång redaktör för Tankeverksamheten, en socialdemokratisk tankesmedja. Han författade ett antal rapporter och tillsammans med LO-utredaren Örjan Nyström ett antal böcker som försvarar och utvecklar klassisk socialdemokratisk välfärdspolitik med begrepp och teorier, och inte minst data.
Han arbetade fackligt i Kommunal i många år och sedan sekelskiftet för LO och socialdemokratin i stadshuset i Göteborg, men vinnlade sig även om samverkan mellan akademi och arbetsliv med bland annat utbyten med samhällsvetenskapliga fakulteten vid Göteborgs universitet.